# Ходжа махале (Кавалско)
Ходжа махале (на гръцки: Χότζια Μαχαλέ) е бивше село в Гърция, разположено на територията на дем Места (Нестос), административна област Източна Македония и Тракия.

## География
Ходжа махале е било разположено в планината Урвил, на 2 km североизточно от Дисвато (Недерли).

## История
В XIX век Ходжа махале е турско село в Саръшабанската каза на Османската империя. Селото се разпада през Балканските войни (1912 – 1913).